# Javené
Javené település Franciaországban, Ille-et-Vilaine megyében. Lakosainak száma 2185 fő (2022. január 1.). Javené Billé, Fougères, Lécousse, Parcé, Romagné, La Selle-en-Luitré és Luitré-Dompierre községekkel határos.

## Népesség
A település népességének változása:
| Lakosok száma | 736  | 1168 | 1268 | 1776 | 2003 | 2055 | 2067 | 2105 | 2116 | 2185 |
|               | 1968 | 1982 | 1990 | 2006 | 2013 | 2015 | 2017 | 2019 | 2020 | 2022 |